# Pubertet
För andra betydelser, se Pubertet (olika betydelser).
Puberteten är den process av fysiska förändringar genom vilken ett barns kropp mognar till en vuxen kropp som kan fortplanta sig sexuellt. Det initieras av hormonella signaler från hjärnan till gonaderna: äggstockarna hos en flicka, testiklarna hos en pojke. Under puberteten färdigutvecklas såväl könsorgan som sekundära könskarakteristika. 
Människans könsmognad börjar något tidigare hos flickor än hos pojkar. Biologiskt arv, psykosociala faktorer och klimat har inflytande över hur tidigt könsmognaden inträder hos både pojkar och flickor. Vissa hormonella förändringar sker så tidigt som i 6–7-årsåldern utan att några yttre tecken märks. 
Många djur genomgår pubertet. Tamhundar blir i allmänhet fysiskt könsmogna vid 8–12 månaders ålder. Landsköldpaddor når puberteten vid cirka sju års ålder.

## Puberteten hos pojkar

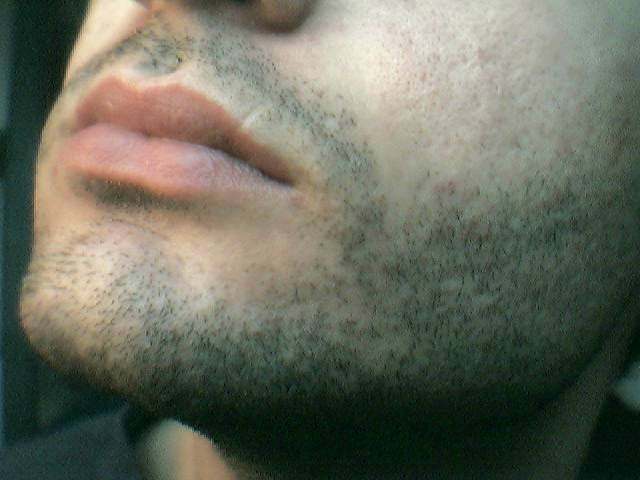
Testosteronet gör att pojkar utvecklar skägg

För pojkar märks den första genitala förändringen i en ökning av testiklarnas storlek och pungen antar en mörkare pigmentering innan penis och pungen tillväxer. Dessutom blir förhuden större och vidare, en förändring som ofta brukar börja tidigare under barndomen. Därpå börjar behåringen runt penisroten ske och denna ökar successivt med en spridning ut mot ljumskarna och i en mittsträng upp mot naveln (s.k. raggarsträng).
I 13–15-årsåldern kan pojkarna få nattliga sädesuttömningar, s.k. pollutioner, i samband med att testosteronproduktionen stiger kraftigt mot den vuxne mannens normala nivåer. Genom inverkan av "kvinnliga" könshormoner får nästan hälften av alla pojkar en antydan till bröstutveckling, som kan kvarstå i ett par år innan östrogennivåerna sjunker. I en del fall är dessa besvär så svåra och går inte heller tillbaka tills pojken är i 16–17-årsåldern[källa behövs]. Tillståndet som kan vara både fysiskt smärtsamt (mastodyni) och kosmetiskt störande kan behandlas med plastikopereration. 
I övrigt börjar skäggväxten på överläppen och hakan, hårväxt tillkommer i armhålorna, på bröstet, armarna och benen.
Kroppslängden tilltar och skelettets form antar tillsammans med muskulaturen mer manliga karaktärer. Även stämbanden tillväxer kraftigt under puberteten, vilket kallas målbrottet. Rösten blir då djupare, både hos pojkar och flickor, även om förändringen är mer anmärkningsvärd hos pojkar. Under den kraftigaste tillväxten är pojkarna i ett mer tydligt målbrott än flickorna. Då stämbanden är i denna kraftiga tillväxt kan de i princip ses som nya varje dag och ostadigheter i rösten kan ske.
En fortsatt längdtillväxt kan ske fram till 18–20-årsåldern. Den är dock försumbar till skillnad från den tillväxt som sker i skelett, muskler och rösten, även om inte lika kraftigt märkbar som tillväxten i 14–16-årsåldern.

## Puberteten hos flickor
Starten för flickors pubertet kan ses som en tillväxtspurt några månader före bröstutvecklingen. Vanlig ålder för detta är kring 11 år, med en naturlig variation mellan 8,5 år och 13 år. Första menstruation (menarche) inträffar efter cirka ett år av maximal tillväxtspurt, vilket brukar vara kring 13 års ålder. Efter sin menstruation fortsätter flickan att växa ungefär 7 cm (varierar mellan 4 och 11 cm). Vid 16–17 års ålder är flickan normalt färdigvuxen, några år innan pojken. Under denna period börjar också under inverkan av flera hormoner en utveckling av kvinnobröst ske. I dess första fas svullnar bröstkörteln och flickan kan besväras av ömhet (mastodyni). Så småningom märker flickan att svullnaden koncentreras till bröstvårtan och vårtgården, som börjar tillväxa och bli något mörkare till färgen. 
Från det att flickan fått sin första menstruation tar det omkring 9–10 månader tills hon får sina ägglossningscykler.
Därefter ökar pigmenteringen på yttre blygdläpparna och slemhinnorna i slidan tillväxer till den mogna kvinnans slemhinna i 20-årsåldern.
Flickornas genitala förändringar innebär, som för pojkarna, en tillväxt av könsorganen. De inre könsdelarna, livmodern, äggstockarna och slemhinnorna i slidan, börjar under hormoninverkan anta den fertila kvinnans storlek och form. Livmoderns muskelväggar ökar i tjocklek. Äggstockarna och äggledarna förstoras också under östrogeninverkan och slidans slemhinnor utvecklas i tjocklek och veckning. De yttre könsdelarna, inre och yttre blygdläpparna förändras med tillväxt och förändrad färg liknande den mörkare färgton pojkarnas pung får. De inre blygdläpparna blir kraftigare och mörkare röda och påverkas i färg på samma vis som slidans veckade slemhinna. De individuella variationerna är, precis som för pojkar, stora. 
Behåringen börjar på yttre blygdläpparnas innerkant, för att skydda de inre blygdläpparna. I slutfasen av adolescensen har flickornas könsbehåring uppnått den vuxna kvinnans utbredning; ut till ljumskarna och en liten bit ned på lårens insidor. Vanligen slutar den kvinnliga behåringen med en tvär linje ovanför blygdbenet.
Behåring tillkommer också i armhålorna och liksom pojkarna hamnar flickor i målbrottet. Dock inte lika påtagligt, utdraget i tid eller i allmänhet så märkbart.

## Tidig eller sen pubertet
Då variationerna är stora för vid vilken ålder människans pubertet inträder beroende på arv och miljö är det svårt att bestämma vad som är för tidig respektive för sen pubertet. De första man bör fråga om man är orolig är sina föräldrar, som kan berätta när de fick sin första pollution respektive menstruation.
Skolsköterskan och skolläkaren kan bedöma om den enskilde är naturligt sen i puberteten eller har en sjukligt försenad pubertet, vilken i så fall kan behandlas.

### Pubertetsbedömning
Pubertetsbedömningen grundar sig på Tannerskalan som utvecklades av barnläkaren James Tanner. Skalan går ut på att man bedömer genitaliautvecklingen hos flickan och pojken och hos flickan även hennes bröstutveckling.

## Avvikelser från skolexemplet
Som ovan beskrivits så skiljer sig pubertetsutvecklingen lite grand mellan olika individer. Ibland är skillnaden så stor att man bör söka läkare för att få en utredning och behandling. När man behöver söka utredning beror på om man är pojke eller flicka och om man märker att det är stor skillnad mellan hur könsorganet ser ut jämfört med bilder av "skolexemplen".
En pojke bör söka hjälp om han märker att penis är väldigt böjd och inte sträcks upp då han har stånd. Svällkropparna inne i penis bör vara ungefär jämnstora och blodfyllas liksidigt, så att penisen står relativt rakt upp och rakt fram. Förhuden bör gå att föra tillbaka över hela ollonet. Hur stor penisen är varierar från en dag till en annan. Ena gången kan den vara lång och smal och nästa dag tjockare, så variationer i storlek behöver inte oroa. Om penisen inte alls utvecklas utan behåller den unga pojkens storlek och form trots att pojken är 15–16 år gammal så bör skolläkaren undersöka hur testiklarna fungerar eller om någon hormonell rubbning finns, som hindrar att pubertetsutvecklingen saknas. I de fall då en pojke har en genetisk rubbning av könskromosomerna, kan barnspecialist ordinera testosterontillförsel för att starta en pubertetsutveckling. Exempel på en sådan störning är Klinefelters syndrom då pojken har tre eller fler könskromosomer i stället för två.
En flicka bör söka skolhälsovården eller barnmorska vid ungdomsmottagning om hon inte fått sin första menstruation vid 17 års ålder. Ibland behöver flickor få p-piller för att komma in i en biologisk och hormonell menstruationscykel. Behåringen på yttre genitalia bör absolut ha inträtt vid denna ålder och börjat anta mogen utbredning. Även flickor kan ha en genetisk rubbning av könskromosomerna och kan tidigt behöva komma igång med en östrogenbehandling för att få yttre kvinnlig könskaraktär med bröst, midja och runda höfter. Ett exempel på en sådan störning är Turners syndrom, då flickan har en istället för två könskromosomer i sin genuppsättning.
Det finns också flera andra förändringar i kroppens gener som kan leda till störd pubertetsutveckling. Flera av dessa kan lindras betydligt om den unge söker hjälp redan hos skolhälsovården eller på en ungdomsmottagning. I svåra fall av biologisk könsstörning, till exempel om ett barn föds med både kvinnlig och manlig kromosombild hermafrodism, måste barnets könsidentitet fastställas utifrån hur barnet utvecklats i tidig ålder. I de fall någon sådan bestämning inte kan göras bör det enligt senare års forskning inte vidtas några hormonella eller kirurgiska åtgärder för att omvärlden önskar veta vilket kön den enskilde tillhör. I de fall där en "testosteronresistens" föreligger, vilket normalt inte upptäcks förrän då en flicka är i 16–20-årsåldern och söker på grund av utebliven menstruation, är det fråga om en kvinna, med kvinnlig könsidentitet, men med en manlig kromosomuppsättning och svagt utvecklade kvinnliga könskarakteristika. Dessa kvinnor har testiklar som producerar testosteron, som kroppen celler inte alls reagerar på. Dessa testiklar måste opereras bort för att inte omvandlas till elakartade tumörer. Kvinnan kan sedan få östrogenbehandling för att utvecklas i mer kvinnlig riktning. 
Pojkar som fötts med ett för kort urinrör bör då penistillväxten är avslutad efter puberteten få kontrollerat att urinröret nu är tillräckligt långt så att det inte förhindrar ett normalt stånd i erigerat tillstånd.
I fråga om den sexuella läggningen så är pubertetsutvecklingen densamma för alla ungdomar.

## Lilla puberteten
6-årsåldern kallas ibland för lilla puberteten. I den åldern utvecklas barn mycket, både mentalt och fysiskt, samtidigt som vuxenvärlden ofta ställer högre krav. För en del barn blir det en stökig period med många konflikter. I 7–8-årsåldern brukar en lugnare period infinna sig.